# Vingorla
Die Vingorla war ein 1875 in Dienst gestelltes Passagierschiff der britischen Reederei British India Steam Navigation Company. Sie sank am 28. Februar 1879 westlich von Bombay wegen eines Lecks im Schiffsrumpf. 68 Menschen starben.

## Das Schiff
Das 578 BRT große Dampfschiff Vingorla wurde auf der Werft Caird & Company in der westschottischen Hafenstadt Greenock gebaut und lief am 24. August 1875 auf dem Clyde vom Stapel. Am 10. September 1875 wurde das Schiff fertiggestellt.
Der aus Eisen gebaute Schoner war 61,26 Meter lang, 7,65 Meter breit und hatte einen maximalen Tiefgang von 4,36 Metern. Die Vingorla war ein Passagier- und Frachtschiff der Reederei British India Steam Navigation Company, das neben der Ladung 20 Passagiere in der Ersten und acht in der Zweiten Klasse transportieren konnte. Die Verbunddampfmaschinen beschleunigten den Dampfer auf zehn Knoten (18,5 km/h).

## Untergang
Am Freitag, dem 28. Februar 1879 legte die Vingorla mit Passagieren, Crew und Fracht in Bombay unter dem Kommando von Kapitän J. W. Stuart zu einer Fahrt nach Karatschi ab. Gegen 21.30 Uhr abends dampfte das Schiff mit gesetzten Segeln bei acht Knoten durch ruhige See. Etwa 70 Seemeilen nordwestlich von Bombay entwickelte die Vingorla eine Vertrimmung zum Bug. Es wurde entdeckt, dass das Schiff leckgesprungen war und Wasser in den  Laderaum des Schiffs eindrang.
Die Mannschaft versuchte das Schiff zu retten, indem die Ladung über Bord geworfen wurde. Die Segel wurden eingeholt und die Maschinen gestoppt. Die Passagiere wurden geweckt und gebeten, an Deck zu kommen. Drei Rettungsboote konnten sicher zu Wasser gelassen werden, bevor das Schiff sank. Ein anderes Boot wurde von den Passagieren gestürmt und zerbrach noch in den Davits.
Die 95 Insassen in den Rettungsbooten suchten bis etwa 4 Uhr morgens nach Überlebenden und wurden schließlich von dem Dampfer Malda, der derselben Reederei angehörte, geborgen. 68 Menschen kamen durch den Untergang ums Leben. Die Untersuchungskommission, die das Unglück untersuchte, konnte die Ursache für das Leck nicht herausfinden. Sie schrieb die hohe Anzahl an Todesopfern der Tatsache zu, dass es zu wenige Rettungsboote gab, obwohl nach damals geltendem Recht ausreichend Boote vorhanden waren.